# East Tennessee Christmas
East Tennessee Christmas är ett julalbum från 1983 av Chet Atkins. Han hade tidigare spelat in ett julalbum för RCA, men det var 1961. Vissa av sångerna hade han spelat in tidigare, men nu med jämnare produktion.

## Låtlista
1. "Jingle Bell Rock" (Joe Beal, Jim Boothe) – 2:07
2. "White Christmas" (Irving Berlin) – 2:42
3. "Let It Snow! Let It Snow! Let It Snow!" (Sammy Cahn, Jule Styne) – 2:40
4. "Winter Wonderland" (Felix Bernard,  Richard B. Smith) – 2:42
5. "The Christmas Song" (Mel Tormé, Robert Wells) – 3:10
6. "I'll Be Home for Christmas" (Kent Gannon, James Gannon, Buck Ram) – 3:18
7. "East Tennessee Christmas" (Atkins) – 2:47
8. "Do You Hear What I Hear?" (Noël Regney, Gloria Shayne Baker) – 3:24
9. "The Little Drummer Boy" (Davis, Onorati, Simeone) – 3:08
10. "God Rest Ye Merry Gentlemen" (Traditionell) – 1:22
11. "Silent Night" ("Stille Nacht, heilige Nacht") (Josef Mohr, Franz Xaver Gruber) – 2:04
12. "Away in a Manger" (Traditionell) – 2:01

## Medverkande
- Chet Atkins – Gitarr